# Vũ Bằng (tiến sĩ kinh tế)
Vũ Bằng (sinh năm 1957) là tiến sĩ kinh tế, công chức người Việt Nam. Ông hiện là thành viên Tổ tư vấn kinh tế của Thủ tướng Nguyễn Xuân Phúc nhiệm kì 2016-2021. Ông nguyên là Chủ tịch Ủy ban Chứng khoán Nhà nước Việt Nam.

## Xuất thân và giáo dục
Vũ Bằng sinh năm 1957 tại huyện Đông Hưng, tỉnh Thái Bình. Xuất thân trong gia tộc Vũ Tiến nổi danh ở tổng Trực Nội xưa - xã Đông Xuân ngày nay. Mẹ xuất thân danh môn từ gia tộc Nguyễn Trọng làng Tuộc - Phú Lương, là cháu ngoại cụ Nghị viên Viện dân biểu Bắc Kỳ Nguyễn Trọng Đài.

## Sự nghiệp
Ông là người tiên phong mở thị trường chứng khoán Việt Nam.
Ông từng giữ chức Chủ tịch Ủy ban Chứng khoán Nhà nước Việt Nam.
Tháng 6 năm 2017, ông nghỉ hưu.
Ngày 28 tháng 7 năm 2017, Tổ Tư vấn kinh tế của Thủ tướng Chính phủ Việt Nam Nguyễn Xuân Phúc nhiệm kì 2016-2021 được thành lập theo Quyết định 1120/QĐ-TTg, ông là một trong 15 thành viên.